# Dragelji
Dragelji (cyr. Драгељи) – wieś w Bośni i Hercegowinie, w Republice Serbskiej, w gminie Gradiška. W 2013 roku liczyła 135 mieszkańców.